# Siemens SD-160
SD-100 и SD-160 — легкорельсовые вагоны (могут использоваться в роли вагонов скоростного трамвая или лёгкого метро), которые производились корпорацей Siemens. Образец SD-100 имеет моторы постоянного тока, а образец SD-160 имеет более современные моторы переменного тока. Эти вагоны — преемники образца Siemens-Duewag U2. Оба образца могут использоваться как на системах с высокими платформами, так и на системах с низкими платформами или входом в вагон с уровня улицы. Эти легкорельсовые вагоны используются предприятиями легкорельсового транспорта на Денвере, Калгари (см. C-Train), Солт-Лейк-Сити, Сан-Диего (см. Трамвай Сан-Диего), Солт-Лейк-Сити (см. Скоростной трамвай Солт-Лейк-Сити) и Эдмонтоне (см. Эдмонтонский ЛРТ).

## Технические характеристики
- Габариты кузова, мм:
  - Длина — 24802
  - Ширина — 2654
  - Высота — 3811
- Пассажировместимость, чел — 236
- Число мест для сидения — 64
- Ускорение — 1,25 м/с2
- Торможение — 1,34 м/с2
  - Торможение при экстренном торможении — 3,00 м/с2
- Тяговые электродвигатели — 4x145=580 кВт
- Конструктивная скорость, км/ч — 80
- Максимальных вагонов на поезд — 6